# Resolució 460 del Consell de Seguretat de les Nacions Unides
La Resolució 460 del Consell de Seguretat de l'ONU, fou aprovada per unanimitat el 21 de desembre de 1979, després de prendre nota de l'Acord de Lancaster House, el Consell va decidir rescindir les mesures adoptades contra Zimbàbue-Rhodèsia en les resolucions 232 (1966) i 253 (1968) i qualsevol resolució posterior. La resolució va lamentar la "pèrdua de vides, malbaratament i patiment" durant els últims 14 anys causada per la rebel·lió a Rhodèsia del Sud.
La resolució va dissoldre el Comitè establert en la Resolució 253 i va encomanar als Estats membres, en particular als estats en primera línia, la implementació de les sancions contra Rhodèsia del Sud. El Consell va exigir l'assistència urgent de la comunitat internacional al poble de Zimbabwe i va recordar a les parts que defensessin l'acord.
La resolució 460 va acabar demanant al poder administratiu, el Regne Unit, que no es quedin ni ingressin al país forces sud-africanes o altres mercenaris. Finalment, el Consell va decidir mantenir la situació sota revisió fins que Rhodèsia del Sud va obtenir la independència total (com a Zimbabwe).
La resolució va ser aprovada per 13 vots a cap, mentre que Txecoslovàquia i la Unió Soviètica es van abstenir.